# Bobrove, Sieverodonețk
Bobrove (în ucraineană Боброве) este un sat în așezarea urbană Borivske din orașul regional Sieverodonețk, regiunea Luhansk, Ucraina.

## Demografie
Componența lingvistică a localității Bobrove
     Ucraineană (74,9%)
     Rusă (23,92%)
     Belarusă (1,18%)
Conform recensământului din 2001, majoritatea populației localității Bobrove era vorbitoare de ucraineană (74,9%), existând în minoritate și vorbitori de rusă (23,92%) și belarusă (1,18%).